# Puck Pieterse
Puck Pieterse (Amersfoort, 13 de mayo de 2002) es una deportista neerlandesa que compite en ciclismo en las modalidades de montaña, ruta y ciclocrós.
Ganó tres medallas en el Campeonato Mundial de Ciclismo de Montaña, en los años 2023 y 2024, y tres medallas en el Campeonato Europeo de Ciclismo de Montaña, en los años 2022 y 2024. En los Juegos Europeos de Cracovia 2023 consiguió una medalla de oro en la prueba individual.
En ciclocrós obtuvo tres medallas en el Campeonato Mundial de Ciclocrós entre los años 2023 y 2025. En carretera consiguió una medalla de oro en el Campeonato Mundial de Ciclismo en Ruta de 2024, en la prueba de ruta sub-23.
Participó en los Juegos Olímpicos de París 2024, ocupando el cuarto lugar en la prueba individual de campo a través.

## Medallero internacional
| Campeonato Mundial | Campeonato Mundial         | Campeonato Mundial | Campeonato Mundial         |
| Año                | Lugar                      | Medalla            | Competición                |
| ------------------ | -------------------------- | ------------------ | -------------------------- |
| 2023               | Glasgow (Reino Unido)      | Medalla de plata   | Campo a través corto       |
| 2023               | Glasgow (Reino Unido)      | Medalla de bronce  | Campo a través             |
| 2024               | Pal Arinsal (Andorra)      | Medalla de oro     | Campo a través             |
| Juegos Europeos    |                            |                    |                            |
| Año                | Lugar                      | Medalla            | Competición                |
| 2023               | Krynica-Zdrój (Polonia)    | Medalla de oro     | Campo a través             |
| Campeonato Europeo |                            |                    |                            |
| Año                | Lugar                      | Medalla            | Competición                |
| 2022               | Anadia (Portugal)          | Medalla de oro     | Campo a través por relevos |
| 2024               | Cheile Grădiștei (Rumania) | Medalla de oro     | Campo a través             |
| 2024               | Cheile Grădiștei (Rumania) | Medalla de plata   | Campo a través corto       |

| Campeonato Mundial | Campeonato Mundial         | Campeonato Mundial | Campeonato Mundial |
| Año                | Lugar                      | Medalla            | Competición        |
| ------------------ | -------------------------- | ------------------ | ------------------ |
| 2023               | Hoogerheide (Países Bajos) | Medalla de plata   | Individual         |
| 2024               | Tábor (República Checa)    | Medalla de bronce  | Individual         |
| 2025               | Liévin (Francia)           | Medalla de bronce  | Individual         |

| Campeonato Mundial | Campeonato Mundial | Campeonato Mundial | Campeonato Mundial |
| Año                | Lugar              | Medalla            | Competición        |
| ------------------ | ------------------ | ------------------ | ------------------ |
| 2024               | Zúrich (Suiza)     | Medalla de oro     | Ruta sub-23        |

## Palmarés

### Ciclocrós
2022
- Campeonato Europeo sub-23

2023
- 2.ª en el Campeonato Mundial

2024
- 3.ª en el Campeonato Mundial

2025
- 3.ª en el Campeonato Mundial

### Ruta
2024
- 1 etapa del Tour de Francia Femenino, más clasificación de las jóvenes

2025
- Flecha Valona